# Jarzębatka
Jarzębatka, pokrzewka jarzębata, gajówka jarzębata (Curruca nisoria) – gatunek niewielkiego ptaka wędrownego z rodziny pokrzewek (Sylviidae).

## Systematyka
Część systematyków zalicza ją do rodzaju Sylvia.
Wyróżniono dwa podgatunki C. nisoria:
- Curruca nisoria nisoria – środkowa Europa do Uralu i Iranu.
- Curruca nisoria merzbacheri – północny Kazachstan i północno-wschodni Iran do południowo-zachodniej Syberii i Mongolii.

## Występowanie
Występuje w Europie na wschód od Renu, aż po Ural i Kaukaz. Na północy granica zasięgu przebiega przez południową część Półwyspu Skandynawskiego oraz w środkowej Azji po Mongolię. Południowa granica ciągnie się od północnych Włoch przez Azję Mniejszą, a dalej na wschód sięga Ałtaju. Daleko migruje – zimuje we wschodniej Afryce.
W Polsce średnio liczny ptak lęgowy niżu i podnóży gór (do 600 m n.p.m.). Choć lokalnie może to być liczny ptak, to trudno wykryć jego obecność. Rozmieszczenie wyspowe – w niektórych regionach może jej w ogóle nie być. Obserwacje dowodzą, że najliczniejsze stanowiska tego ptaka znajdują się na Dolnym Śląsku, Mazurach, Kotlinie Biebrzańskiej i Podlasiu. Dość często spotyka w dolinach rzek Narwi, Wisły i Pilicy. Przyloty zaczynają się pod koniec kwietnia i trwają cały maj, odloty zaczynają się w sierpniu, a kończą z pierwszymi dniami października. Według szacunków Monitoringu Pospolitych Ptaków Lęgowych, w latach 2013–2018 populacja jarzębatki w Polsce liczyła 98–128 tysięcy par lęgowych.
Małą liczebność jarzębatki w Europie Środkowej oraz jej znaczne wahania tłumaczy się obecnością granicy zasięgu.

## Charakterystyka

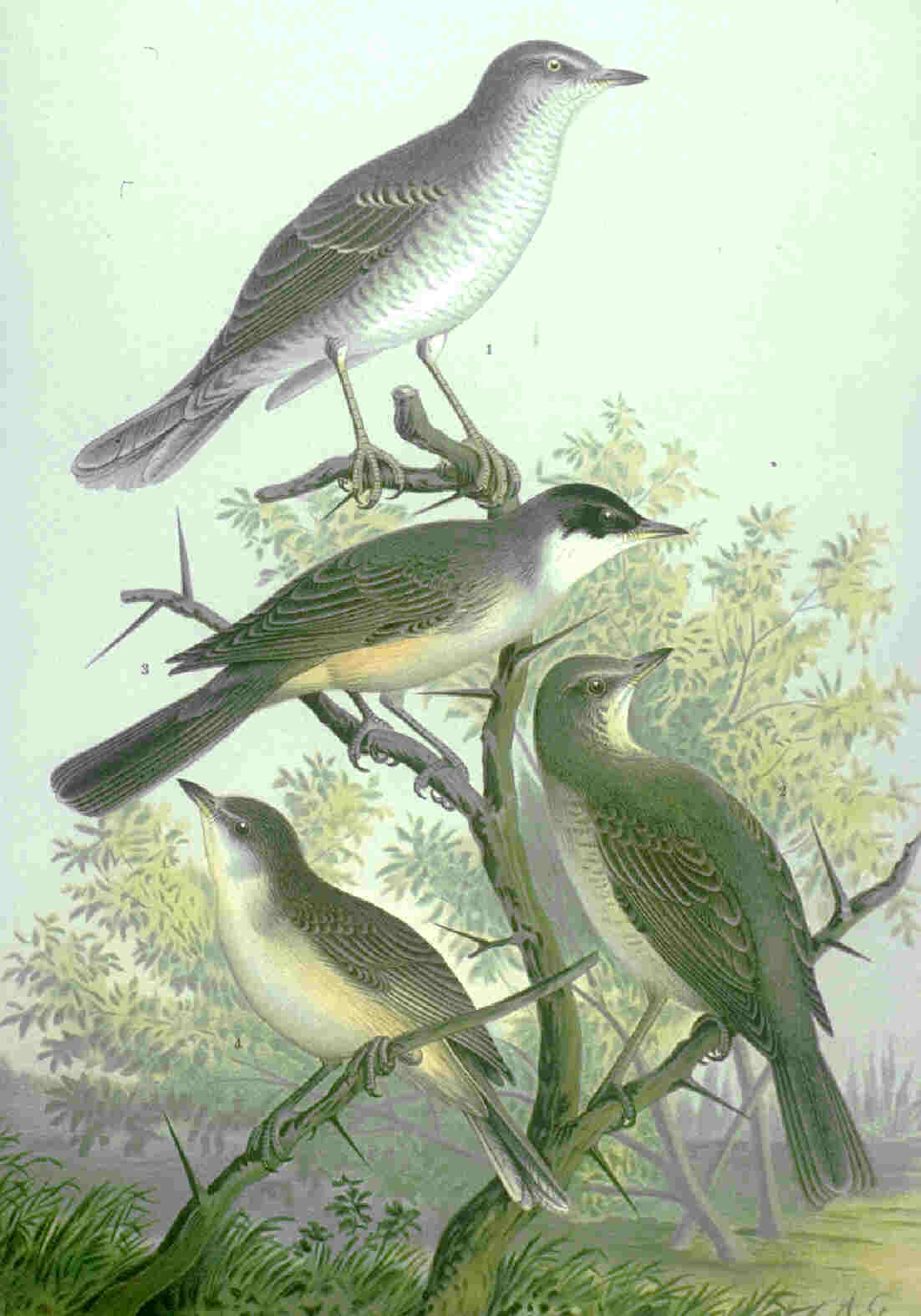
Pokrzewka jarzębata (od góry) i podobna lutniczka (od dołu)

### Cechy gatunku
Największa z pokrzewek o nietypowym dla nich upierzeniu, o mocnej sylwetce z długim ogonem i dość grubym dziobem. Samiec ubarwieniem przypomina jastrzębia, krogulca lub kukułkę, i jak one posiada żółte tęczówki, co nadaje jej charakterystyczny, nieco drapieżny wyraz (stąd też jej nazwa „jarzębatka”). Wierzch ciała ciemnopopielaty, jasne boki, od spodu brudnobiały z szarobrązowym poprzecznym falistym prążkowaniem (jarzębaty). Lotki i sterówki ciemnobrązowe, biało obrzeżone. Samice ubarwione bardziej jednolicie, brązowe, na brzuchu mniej prążkowane (w tym tkwi najistotniejsza fenotypowa różnica płci). Młode w ogóle bez prążkowania – przypominają zatem samicę – mają jasnobarwny spód ciała. Mają ciemne oczy. Dorosła jarzębatka ma żółtą tęczówkę, która dopełnia ogólnie specyficzny wygląd. Kolor oczu zmienia się z wiekiem – ciemnoszare u piskląt, pod koniec pierwszej jesieni życia ciemnobrązowe, zimą jaśniejące, a wiosną jasnobrązowe lub szarożółte (u samców pomarańczowożółte). Jaśniejsze obrzeżenie piór tworzy delikatny łuskowany wzór. Na skrzydle dostrzec można białe zakończenia pokryw skrzydłowych tworzące 2 paski.

To ptak dość skryty i rzadko można go zobaczyć na eksponowanym stanowisku. Głównie przebywa w koronach niskich drzew lub w krzakach. O jego obecności może świadczyć też obserwacja na danym terenie gąsiorka, czasem spotyka się oba te gatunki w jednym zakrzaczeniu.

### Wymiary średnie
Wielkością porównywalna do słowika, większa jest od wróbla.
długość ciałaok. 16 cm
rozpiętość skrzydeł27 cm

### Masa ciała
ok. 30 g

### Śpiew
Melodia jarzębatki przypomina pieśń gajówki, choć trwa krócej – zaczyna się długim, terkotliwym „głosem silnika”: „arrrt-at-at-at”. Sporadycznie wtrąca szorstkie „errr”. Samiec pieśń godową wykonuje z dobrze widocznego miejsca na drzewie lub krzewie, kiwając przy tym ogonem, ale też w trakcie tokowego lotu – podrywa się wtedy pionowo do góry, klaszcze skrzydłami za plecami i opada, bujając się. Wydaje też cmokający okrzyk ostrzegawczy „czek”.

## Biotop
Niewielkie skupiska krzewów i bujnej roślinności zielnej na terenach półotwartych, nadrzeczne łąki, zakrzewione miedze, zagajniki, zadrzewienia śródpolne, rzeczne, jeziorne o wielowarstwowej strukturze z zaroślami, często kolczaste zakrzaczenia, skraje lasów mieszanych, młode uprawy leśne, nasłonecznione i zakrzaczone zbocza, okolice dróg, ekstensywnie użytkowane tereny zielone i nieużytki. Unika sąsiedztwa siedzib ludzkich, w przeciwieństwie do pokrewnej piegży, cierniówki i gajówki. Często występuje w tym samych miejscach, co gąsiorek.

## Okres lęgowy

### Toki
Z zimowisk wraca na początku maja. Wtedy też zaczyna się okres lęgowy trwający do czerwca. Pokrzewki jarzębate mogą tworzyć zarówno pary monogamiczne, jak i samiec dobiera sobie drugą partnerkę, gdy pierwsza rozpoczęła już lęg.

### Gniazdo
Zawsze w miejscu dobrze nasłonecznionym, umieszczone w bocznych, gęstych gałązkach krzewu (często kolczastego, co przypomina zwyczaje gąsiorków) na niewielkiej wysokości 3–60 cm nad ziemią, bardzo dobrze osłonięte, np. przerośniętą, wysoką trawą. Często spotykane tam, gdzie spotyka się dzierzbę gąsiorka, a więc na stanowiskach niezajmowanych zwykle przez ptaki śpiewające. W porównaniu z innymi pokrzewkami, koszyczek lęgowy jarzębatki jest znacznie większy, luźny, uwity z suchych źdźbeł traw, łodyżek i korzeni, owadzich kokonów, pajęczyny z wyścieleniem włosiem i wełną roślinną. W przeciwieństwie do gąsiorka nie znajdziemy tu porozdzielanych gałązek.

Zdarza się, że na początku sezonu lęgowego pokrzewka jarzębata bardzo łatwo decyduje się na porzucenie gniazda, gdy czuje się zaniepokojona czymkolwiek w wybranym miejscu.

### Jaja

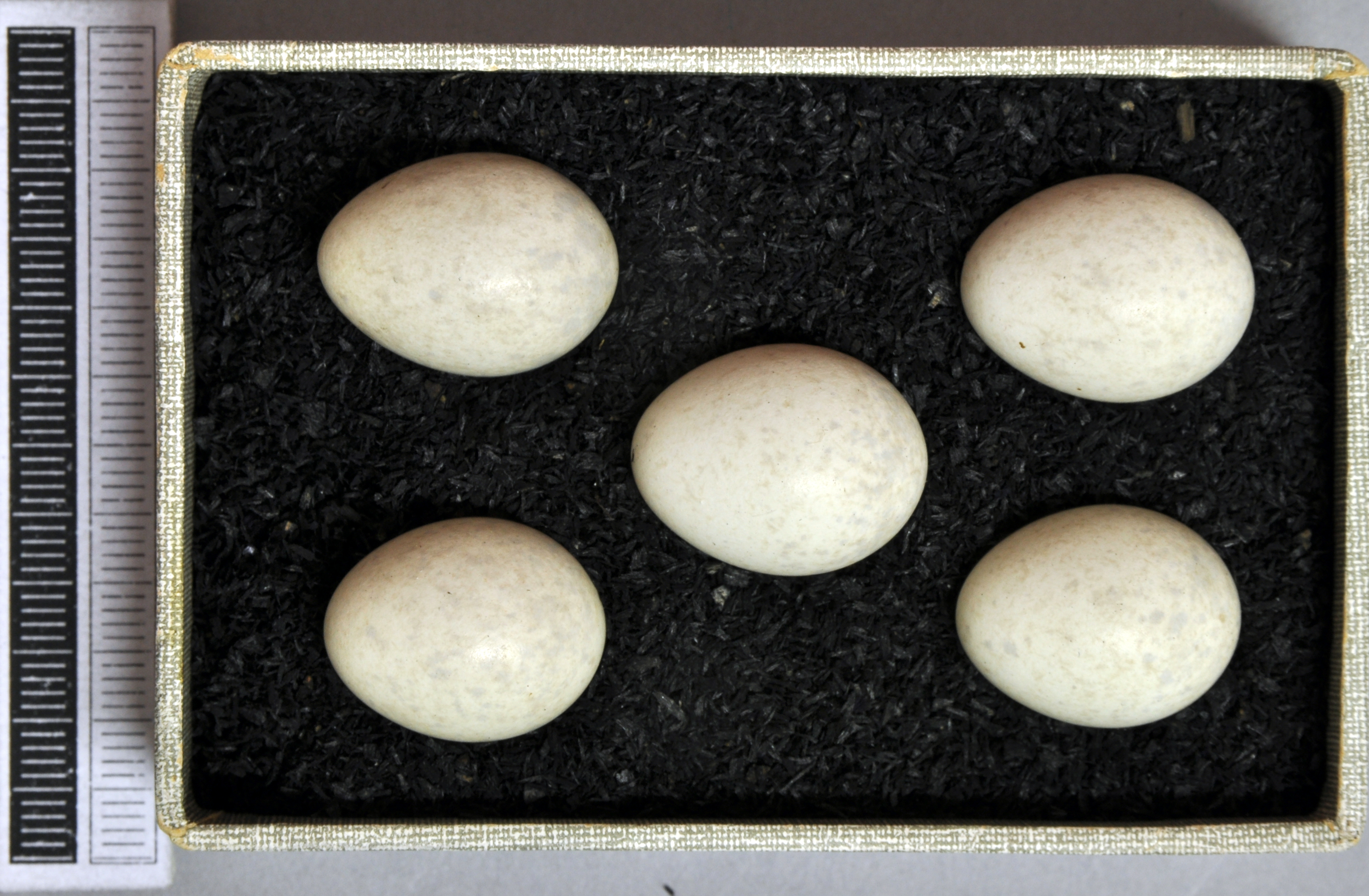
Jaja z kolekcji muzealnej

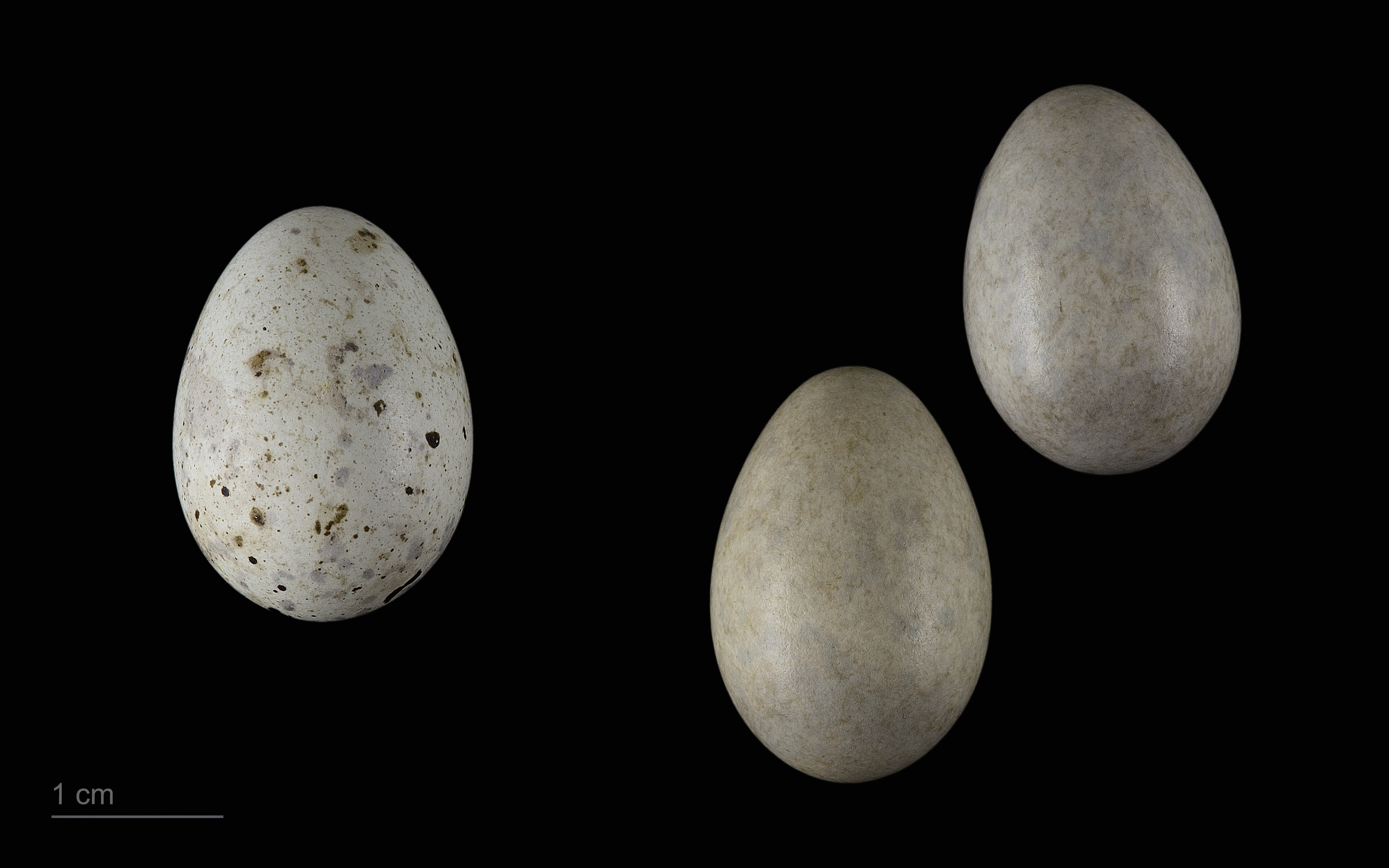
Jajo kukułki i jaja jarzębatki

Przeważnie dwa lęgi w roku, z czego pierwszy pod koniec maja, a następny pod koniec czerwca (choć drugi lęg wyprowadza rzadko). Składa 3–5 jaj o średnich wymiarach 21×15,5 mm, białych, żółtawych lub z lekkim odcieniem szarozielonym i nielicznymi jasnoszarymi lub szarofioletowymi plamami.

### Wysiadywanie
Od złożenia ostatniego jaja są wysiadywane przez oboje rodziców 14–15 dni (głównie jednak przez samicę). Ptaki często wysiadują jajo kukułki. Pisklęta opuszczają gniazdo po 14–16 dniach. Gatunek poznaje się po pomarańczowej, żółto obrzeżonej paszczy i 2 ciemnoszarych, podłużnych plamach, z rozmytymi brzegami, widocznych na językach. Młode mają ciemnoszare nogi i tym różnią się od dzierzby gąsiorka – tu są jasne aż do czasu wypierzenia. Potem pisklęta wraz z rodzicami koczują po okolicy. 

Zwłaszcza w okresie wychowywania młodych jarzębatki wykazują agresywne zachowanie wobec innych ptaków, które wtargną na jej terytorium. W opiece nad pisklętami pomaga partnerce samiec – oboje karmią młode owadami i jagodami. W sierpniu odlatują do wschodniej Afryki.

## Pożywienie

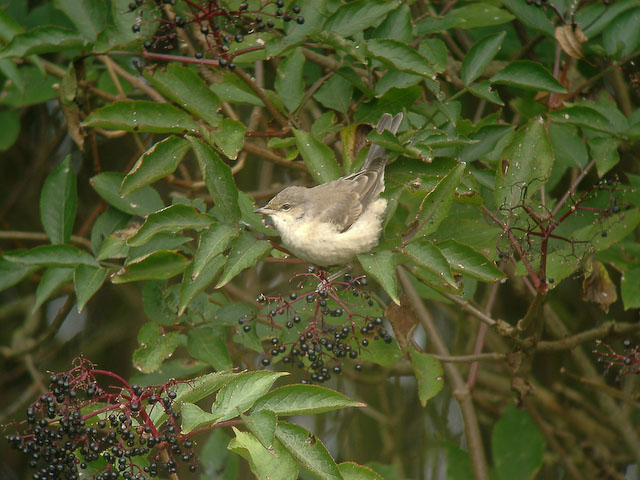
Jesienią w diecie jarzębatek częściej pojawiają się owoce

Owady, ich larwy i poczwarki, pająki oraz inne drobne bezkręgowce zbierane na gałązkach dolnej części koron drzew i krzewów, jesienią, w trakcie przelotu na zimowiska, również jagody oraz inne owoce. Czasem może łapać drobne kręgowce, np. małe jaszczurki. Poluje też na wyższych zaroślach roślin zielnych, źdźbłach i liściach, a nierzadko i na ziemi (częściej to robi niż pozostałe pokrzewki). Nie ściga owadów w trakcie lotu.

W czasie żerowania może opuścić preferowaną strefę krzewów i szukać pożywienia wśród roślinności zielnej, na polu lub w trawie.

## Status i ochrona
IUCN uznaje jarzębatkę za gatunek najmniejszej troski (LC, Least Concern) nieprzerwanie od 1988 roku. Liczebność światowej populacji, obliczona w oparciu o szacunki organizacji BirdLife International dla Europy z 2015 roku, mieści się w przedziale 4–7,8 milionów dorosłych osobników. Globalny trend liczebności populacji uznawany jest za stabilny.
Na terenie Polski jarzębatka jest objęta ścisłą ochroną gatunkową. Na Czerwonej liście ptaków Polski została sklasyfikowana jako gatunek najmniejszej troski (LC).
Z uwagi na nieliczne występowanie wymaga ochrony biotopów lęgowych. Wspomina o niej Dyrektywa ptasia. Jarzębatce grozi niszczenie zarośli i zadrzewień rosnących wzdłuż dolin rzecznych i dróg. Ocenia się jednak, że również zmiany klimatu mogą mieć odbicie w liczebności tego ptaka – źle znosi zimne, wilgotne lata.